# قضاء بصيرا
قضاء بصيرا قضاء يقع في لواء بصيرا، محافظة الطفيلة في الأردن. ينتمي القضاء للواء بصيرا الذي يضم قضاء واحد. يقدر عدد سكانه بـ 52731 نسمة حسب إحصاء 2015.

## الوصلات الخارجية
- دائرة الاحصاءات العامة